# Gorsachius magnificus
Gorsachius magnificus е вид птица от семейство Чаплови (Ardeidae). Видът е застрашен от изчезване.

## Разпространение
Видът е разпространен във Виетнам и Китай.